# Félix Sánchez (labdarúgóedző)
Félix Sánchez Bas (Barcelona, 1975. december 13. –) spanyol labdarúgóedző, jelenleg az ecuadori labdarúgó-válogatott szövetségi kapitánya.
Pályafutásának nagy részét Katarban töltötte, 2013 és 2017 között az utánpótlás válogatottakat edzette. Csapata megnyerte a 2019-es Ázsia-kupát és elődöntősek voltak a 2021-es CONCACAF-aranykupán.

## Statisztikák
2022. augusztus 26-án frissítve
| Csapat    | -től            | -ig                | Statisztika | Statisztika | Statisztika | Statisztika | Statisztika |
| Csapat    | -től            | -ig                | M           | Gy          | D           | V           | Gy %        |
| --------- | --------------- | ------------------ | ----------- | ----------- | ----------- | ----------- | ----------- |
| Katar U19 | 2013. július 1. | 2015. június 30.   | 10          | 9           | 1           | 0           | 90.0%       |
| Katar U20 | 2014. január 1. | 2017. július 2.    | 12          | 2           | 2           | 8           | 16.6%       |
| Katar U23 | 2017. július 3. | 2020. december 28. | 32          | 10          | 9           | 13          | 31.3%       |
| Katar     | 2017. július 3  | 2022. december 31. | 89          | 46          | 16          | 27          | 58.3%       |
| Összesen  | Összesen        | Összesen           | 134         | 63          | 27          | 44          | 47.0%       |

## Díjak és elismerések
Katar U19
- U19-es Ázsia-bajnokság: 2014

Katar U23
- U23-as Ázsia-bajnokság: 3. hely 2018

Katar
- Ázsia-kupa: 2019
- CONCACAF-aranykupa: elődöntő (2021)